# Taira no Shigemori

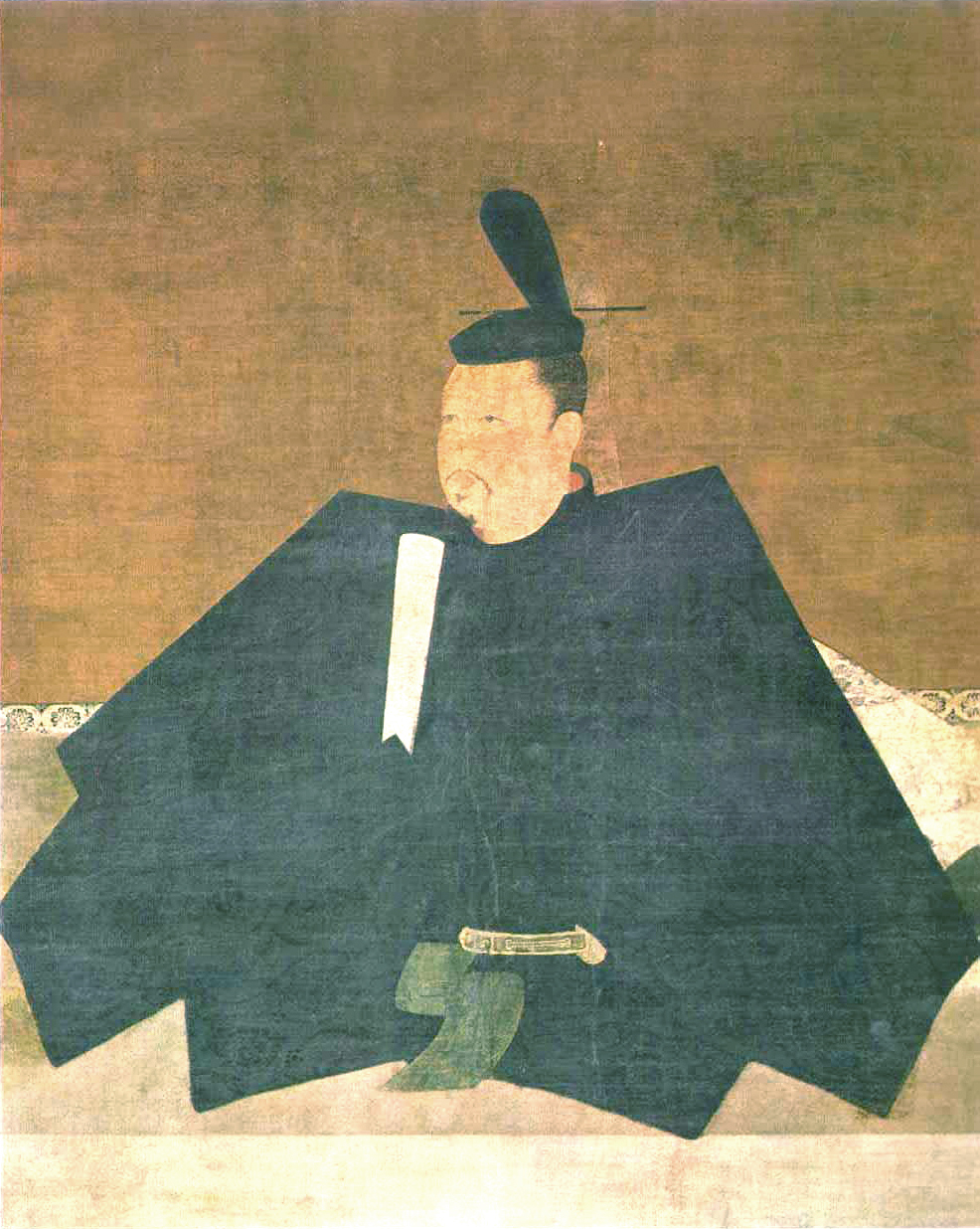
Taira no Shigemori

Taira no Shigemori (japanisch 平 重盛; geboren 1138; gestorben 2. September 1179) war ein japanischer Militärführer in der späten Heian-Zeit.

## Leben und Wirken
Taira no Shigemori war der älteste Sohn von Taira no Kiyomori. Er kämpfte mit seinem Vater in der „Hōgen-Rebellion“ 1156 und in der „Heiji-Rebellion“ 1159. Er hatte nachweislich einen besänftigenden Einfluss auf seinen Vater in einer Reihe von zivilen Unruhen, die in den Taira-Minamoto-Krieg von 1180 bis 1185 führten. Der dem Hofe nahestehende Adelige und Chronist Kujō Kanezane (1149–1207) beschuldigte Shigemori jedoch, eine Reihe von Auseinandersetzungen zwischen dem Taira-Klan und dem Kaiserhof initiiert zu haben.
1163 wurde Shigemori vom im Ruhestand befindliche Kaiser Go-Shirakawa der Rang eines Hofadligen (公卿, Kugyō) für die Mitwirkung am Bau des Tempels Sanjūsangen-dō in Kyōto verliehen. Er wurde weiter schnell am Hofe befördert und wurde 1177 „Naidaijin“ (内大臣), also „Kaiserlicher Siegelbewahrer“, eine außergewöhnliche Ehrung für einen Abkömmling aus einer Kriegerfamilie. Im selben Jahr entdeckte Kiyomori die sogenannte „Heishi tsuitō keikaku“ (平氏追討計画), also den Plan die Taira auszurotten. Nur Shigemoris Eingriff verhinderte, dass sein Vater Kaiser Go–Shirakawa als einen an der Verschwörung Beteiligten in Haft nahm.
Shigemori befand sich in einem schlechten Gesundheitszustand. Er war dem Buddhismus zutiefst ergeben, und es heißt, dass er Mittel zur Förderung von Tempeln zur Verfügung stellte. Nach seinem Tod konfiszierte der im Ruhestand befindlich Kaiser Go-Shirakawa die Provinz Echizen (heute Präfektur Fukui), für die Shigemori verantwortlich war, was angeblich zu Kiyomoris Staatsstreich im November desselben Jahres beigetragen haben soll.
Im Gegensatz zu Kiyomori porträtiert das „Heike Monogatari“ Shigemori als eine Person, die die besten Qualitäten eines Kriegers und eines Adeligen verbunden habe. Sein Leben und Tod könne allerdings als Vorbote des Niedergangs des Taira-Klans angesehen werden.